# John Benjamins Publishing Company
John Benjamins Publishing Company este o editură academică independentă specializată în științe sociale și științe umaniste, cu sediul central în Amsterdam. Compania a fost fondată în anii 1960 de John și Claire Benjamins și este în prezent administrată de fiica lor, Seline Benjamins. Biroul său din America de Nord se află în orașul Philadelphia.
Editura John Benjamins este cunoscută în special pentru publicațiile sale din domeniul lingvisticii și al studiilor literare. Ea publică cărți, precum și o serie de reviste academice și anuare, inclusiv Archiv Orientální, International Journal of Corpus Linguistics, Language Problems and Language Planning, Studies in Language și Lingvisticae Investigationes. Publicațiile editurii sunt selectate de un comitet redacțional format din specialiști academici și cuprind atât studii științifice, cât și manuale universitare. Editura menține un dialog constant cu mai multe comunități academice pentru a reflecta descoperirile științifice și a disemina informațiile în mediul universitar.

## Legături externe
- Site web oficial